# Taito Corporation
Taito Corporation (Japans: 株式会社タイトー Romaji: Kabushikigaisha Taitō) (gewoonlijk aangeduid als Taito) is een Japans computerspelontwikkelaar en uitgever van arcademachines en mobiele telefoons. Het is ook een voormalig uitgever van videospellen voor consumenten. Taito is sinds 2005 eigendom van uitgever Square Enix, en heeft zijn hoofdkantoor in Shibuya, Tokio.
Taito is bekend geworden om enkele arcadespellen dat grote hits werden, zoals Space Invaders en Bubble Bobble. Het bedrijf produceerde arcadespellen op diverse plaatsen in de wereld, maar importeerde ook Amerikaanse coin-op videospellen in Japan. Taito is eigenaar van diverse arcadehallen in Japan, die bekend zijn als Taito Stations of Game Taito Stations.
Taito Corporation heeft in 2016 een dochtermaatschappij in Peking, China. In het verleden had het bedrijf enkele divisies in Noord-Amerika, Brazilië, Zuid-Korea, en het Verenigd Koninkrijk.

## Geschiedenis
Het bedrijf werd in 1953 opgericht als Taito Trading Company door zakenman Michael Kogan. Taito startte met import en distributie van verkoopautomaten. Het was het eerste bedrijf dat wodka distilleerde en verkocht in Japan. Later kwam daar de verhuur van jukeboxen bij, die uiteindelijk zelf werden gefabriceerd. Taito begon met het produceren van elektromechanische arcademachines vanaf 1960.

## Bekende series
- Arkanoid
- Bubble Bobble
- Cooking Mama
- Darius
- Lufia
- Power Blade
- Psychic Force
- Rakugaki Ōkoku
- Rastan
- Space Invaders